# Iglesia de Santiago Apóstol (Don Benito)
La iglesia de Santiago Apóstol es un templo católico de la ciudad española de Don Benito, en la zona oriental de la provincia de Badajoz, comunidad autónoma de Extremadura. Está situada en el centro de la localidad y responde a un empeño de los dombenitenses en el arte sacro, la iglesia del pueblo en consonancia con su poder por lo que decidieron hacerla asemejándose a una catedral de los  siglos XVI-XVII.
La iglesia tiene un aspecto muy sólido, de grandes dimensiones, muros anchos con contrafuertes de dimensiones adecuadas y están coronados por pináculos. La fachada principal está orientada a occidente y en ella destacan dos grandes y plintos paralelos y verticales, uno a cada lado de la entrada principal, alzándose sobre ellos cuatro columnas muy bien trabajadas y acanaladas de estilo corintio. De la parte superior de las columnas que guardan la puerta principal sale un frontón partido en la parte superior y sus dos partes ligeramente curvadas hacia adentro. De la parte superior de la clave de la puerta principal salen cuatro columnas muy trabajadas, de capiteles corintios muy floridos que a su vez custodian o abrazan a una escultura de la Inmaculada Concepción, obra del vecino dombenitense Pedro Torres Ysunza.
En el interior se observa que las fachadas del evangelio y de la epístola tienen una clara influencia de la arquitectura herreriana. Hay un escudo del obispo de Plasencia Martín de Córdoba y Mendoza. En todo el interior destacan las dimensiones majestuosas de sus naves rematadas con bóvedas de nervadura. El retablo principal es de gran belleza.